# 1992 QW
1992 QW är en asteroid i huvudbältet som upptäcktes den 31 augusti 1992 av den amerikanska astronomen Eleanor F. Helin vid Palomarobservatoriet.